# مناهج البحث في العلوم السياسية
مناهج البحث في العلوم السياسية  اعتمد الباحثون على مناهج عديدة في البحث السياسي، وحاولوا محاكاة المناهج العلمية في العلوم الطبيعية،  ولكن البعض الآخر رأى صعوبة تطبيقها، فاثر اتباع مناهج واقعية مستمدة من حقيقة كون البحوث السياسية بحوثا تتسع لافكار ومتغيرات عديدة، وبالتالي فان النتائج لاتكون مطلقة، وانما نسبية واحتمالية ولبيست حتمية ومن هذه المناهج: المناهج الاستنباطية المثالية وهي المناهج التي تنطلق من أفكار ومباديء عامة مستندة إلى المنطق، أو إلى رؤى مثالية دينية أو فلسفية في دراسة الواقع، وصولا إلى نتائج عامة، بمعنى الانتقال من العام إلى الخاص، وهذه المناهج بدورها تصنف إلى مناهج عديدة منها.

## المنهج التقليدي (الكلاسيكي)
ان هذا المنهج يستند إلى تصورات مثالية يطرحها العقل الإنساني استنادا إلى العقل والمنطق، وإلى عالم الروح بحثا عن الأفضل والأمثل، ولذلك طرح افلاطون أفكاره المثالية في تفضيل حكومة الفلاسفة على كل اشكال الحكومات، فالأولوية للعقل على المادة، لانه قادر على الكشف عن الحقيقة، وبالتالي فأن الأفكار والنظريات السياسية المثالية هي نظريات عامة تصلح للبشر في كل زمان ومكان.
وقد ارتبط بهذا المنهج الكثير من الفلاسفة الذين بدأو بطرح التاملات الفلسفية العامة في البحث عن السياسة الفاضلة، وانتهوا إلى ما يجب أن تكون. خاصة الدولة والمجتمع الدولي من أجل تحقيق السلام وتبنى هذا المنهج بعض المفكرين الذين رؤوا في النظريات السياسية التاريخية مفتاحا لفهم كيفية انتظام الناس في الماضي، وكيفية تطورها نحو الأحسن

## المنهج التاريخي
وهو المنهج الذي يستند إلى الأحداث التاريخية في فهم الحاضر والمستقبل، إذ لا يمكن فهم وإدراك اية حالة سياسية الابالعودة إلى جذورها التاريخية وتطورها سواء كانت حالات سلبية أو ايجابية، ومن ثم استنتاج أفكار جديدة أو بناء تصورات، وتقديم تعميمات ويمكن استخدامها بشكل صحيح، ويقول هارولد لاسكي "ان دراسة السياسة هي جهد نبذله لتقنين نتائج الخبرة التي يشهدها تاريخ الدول "ومن أهم رواد هذا المنهج أرسطو وابن خلدون 
وينتقد هذا المنهج من زاوية كون الأحداث التاريخية ومعالجاتها لمشاكلها انما هي مغايرة للوقت الحاضر، وان لكل جيل أو عصر مشكلات نوعية خاصة به، وأن الدول في العصر الراهن لاتهتم بالعمليات التاريخية قدر اهتمامها بالقيم والاهداف الواقعية التي تتخطى حدود مقولة الزمان. ورغم ذلك فإن الدراسات الحديثة المتعلقة بالنظم السياسية، وعلاقات الدول، ووسائل تسوية الخلافات، والدبلوماسية تستعين بالتجارب التاريخية لاستخلاص الدروس والعبر، والمطلوب من الباحثين التثبت من الوقائع التاريخية والدقة والموضوعية في عرضها.

## المنهج القياسي
ويقصد به قياس الحالات السياسية في الدول ومن خلال صورة الفرد فالعدالة في الدولة هي صورة مكبرة للعدالة لدى الفرد وعدالة الاثنين واحدة ولكن العدالة في الدولة اوسع مدى وأكثر وضوحا وإذا كان افلاطون قد طرح هذا المنهج فان (غروشيوس) المفكر الهولندي في العصر الحديث طرح فكرة قياس معايير العدالة والفضيلة والمكر والخداع بدا من الفرد وانتهاء بالدولة وهذا القياس هو حكم ذهني ومنطقي بمعنى يتخذ العقل أساسا للقياس والتفاضل ويحاول تعميم الصفات الخيرة لدى الافراد ومع بعضهم إلى صفات للعلاقات الدولية المثالية والخيرة

## المنهج الفلسفي
ان هذا المنهج يستند إلى الفلسفة السياسية القائمة على دراسة الواقع في ماهو كائن، وصولا إلى ما يجب أن يكون من قيم وصفات مثالية، ولذلك فان الطروحات الفلسفية السابقة والحالية هي مبادئ وقيم ايجابية اتفق عليها، ويمكن الاستعانة بها في البحوث السياسية لتقويم الحالات السياسية رغبة في تطوير ما هو قائم منها، وطرح المقترحات المؤدية إليه ويعتبر افلاطون والفارابي امثلة حية للفلاسفة المثاليين.ان الاخلاق وهو جزء من الفلسفة من أهم القيم التي تحدد انماط السلوك المرغوبة لدى أشخاص المجتمع السياسي، سواء في حل المشكلات والصراعات الداخلية والدولية أو في البحث عن صياغات جديدة للسلوك الاجتماعي والسياسي (.....)والنقد الذي يوجه إلى هذا المنهج هو الاعتماد على الأمور المجردة التي لا صلة لها في الواقع، ولكن فائدته هو السعي للارتقاء إلى مستوى الطموح الأعلى.

## المنهج السوسيولوجي (الاجتماعي)
ان المجتمع هو وعاء السياسة، والبحث السياسي هو بالضرورة بحث اجتماعي لذلك فان هذا المنهج يرمي إلى دراسة القضايا السياسية من منظور اجتماعي يأخذ بعين الاعتبار علاقات التفاعل والانسجام وعلاقات الصراع والتكيف في المجتمعات وملاحظة كافة الظواهر الاجتماعية السائدة في علاقاتها بالبحث السياسي كعلاقات السيطرة والامر والطاعة والعادات والتقاليد التي تنعكس على الممارسة السياسية فضلا عن انماط السلوك في الجماعات المهنية والقبلية والدينية واللغوية.

## المناهج الاستقرائية - الواقعية
وهي التي تبدأ من استقراء الواقع السياسي ودراسته على ضوء الحقائق القائمة فيه من أجل الحصول على نتائج علمية يمكن أن تشكل تعميمات فكرية سياسية يستفاد منها في تقويم الأداء وتصحيح الخطأ وتقديم مباديء واراء مستخلصه من ذلك الواقع أي الانتقال من الخاص إلى العام. وهذه المناهج معظمها مناهج تحليلية تهتم بتحليل الظواهر السياسية لمعرفة القوانين التي تحكمها والتي تشكل نظريات سياسية وافكار قابلة للتطبيق والدراسة ومن هذه المناهج
1. المنهج الاختباري (الامبريقي) 
2. المنهج العلمي التجريبي 
3. المنهج السلوكي
ثالثا المناهج التحليلية وهي المناهج التي تصلح لتحيل الظاهرة السياسية الخارجية ويمكن استخدام أكثر من منهج لفهم مختلف اوجه المشاكل التيب تواجه الباحثين 
1. المنهج المؤسسي 
2. منهجح الجماعة 
3.تحليل النظم 
4. المنهج البنائي -الوظيفي 
5. الوظيفية التقليدية والوظيفية الجديدة 
6. منهج الاتصالات 
7. منهج صنع القرار